# Gudrun Kammasch
Gudrun Kammasch (* 11. Mai 1942 in Tübingen; † 16. März 2024 in Berlin) war eine deutsche Chemikerin und Hochschullehrerin.

## Leben

### Ausbildung und Werdegang
Gudrun Kammasch wurde 1942 als Tochter von Paula Stockmann, geb. Heyer, und dem Agrarwissenschaftler Günther Stockmann geboren. Nach einem Studium in Stuttgart und Ablegung ihres Vordiploms an der Philipps-Universität Marburg 1964 studierte sie an der Technischen Universität in West-Berlin, wo sie 1967 ihr Diplom abschloss. 1970 promovierte sie in pharmazeutischer Chemie an der Freien Universität.
Ab 1970 unterrichtete sie als Lehrkraft an einer der Staatlichen Ingenieurakademien, aus denen im Folgejahr die Technische Fachhochschule Berlin hervorging. Im Zuge dessen erlangte Kammasch die erste weibliche Professur der Hochschule und baute die Studiengänge für Lebensmitteltechnologie auf. Neben zahlreichen weiteren Ämtern der akademischen Selbstverwaltung fungierte sie zwischen 1991 und 1994 als Vizepräsident für Forschung und Technologietransfer.
Als eine der ersten Berliner Hochschullehrerinnen initiierte sie erste Arbeitskreise weiblicher Professuren in Berlin. Besonderes Augenmerk ihres akademischen Engagements galt darüber hinaus insbesondere der Didaktik sowie Aspekten der Nachhaltigkeit und interkulturellen Zusammenarbeit. 1993 stieß dies aufgrund ihrer Mitgliedschaft in der Gesellschaft zur Förderung der psychologischen Menschenkenntnis (GFPM) auf Kritik.
2013 verfasste sie eine Replik auf Thomas Nagel. Als langjährige Vorsitzende des Berliner Komitees für UNESCO-Arbeit war sie Verleiherin des Berliner-Friedensuhr-Preises.

### Privates
Kammasch war zwischen 1966 und 1986 verheiratet. Ihr Sohn ist der Architektur- und Kulturtheoretiker Tim Kammasch (* 1967). Zuletzt war sie mit Peter Brinkmann liiert.

## Werk
Neben ihren wissenschaftlichen Leistungen engagierte sich Kammasch vor allem für die Förderung eines „Dialogs der Kulturen der Welt und insbesondere für [...] Frauen an den Hochschulen“, für die sie 2010 mit dem Bundesverdienstkreuz ausgezeichnet wurde. Darüber hinaus setzte sie sich auf vielfältige Art und Weise für die Weiterentwicklung der Ingenieursausbildung, die Integration von Diversity und des Nachhaltigkeitsparadigmas in Wissenschaft und Lehre, sowie Friedenspolitik ein.

## Mitgliedschaften
- Arbeitskreis Didaktik der Ingenieurausbildung, 1970–1973
- Gesellschaft Deutscher Chemiker (GDCh), Arbeitsgemeinschaft Hochschuldidaktik
- Gesellschaft Deutscher Lebensmitteltechnologen (GDL)
- Deutsche Gesellschaft für Ernährung (DGE)
- Deutsche Gesellschaft für Hochschuldidaktik (DGHD)
- Internationale Gesellschaft für Ingenieurpädagogik (IGIP), Gründungs- und Vorstandsmitglied, zuletzt Vizepräsidentin
- Ingenieurpädagogischen Wissenschaftsgesellschaft (IPW), Gründungsmitglied und Präsidentin
- Deutsche UNESCO-Kommission, gewähltes Mitglied
- Berliner Komitee für UNESCO-Arbeit, Vorsitzende
- Berliner Zentrum für Hochschullehre (BZHL), Ehrenmitglied des Wissenschaftlichen Beirats
- Verein zur Förderung der Psychologischen Menschenkenntnis (VPM)

## Auszeichnungen
- 2010: Verdienstkreuz der Bundesrepublik Deutschland 1. Klasse[9]
- 2015: Ehrenprofessur der Kirgisischen Staatlichen Technischen Universität (KSTU)
- 2021: Nikola Tesla Chain der Internationalen Gesellschaft für Ingenieurpädagogik (IGIP)[11]
- 2023: Nachhaltigkeitspreis der Ingenieure für Kommunikation (IfKom) und des Forschungsinstituts FinAF[12]

## Schriften (Auswahl)
- Gudrun Kammasch, Hans-Georg Bruchmüller, Silke Frye: Laboratory Didactics 5.0: Rediscovering Reality. In: Mobility for Smart Cities and Regional Development - Challenges for Higher Education. Band 389. Springer International Publishing, Cham 2022, ISBN 978-3-03093903-8, S. 775–786, doi:10.1007/978-3-030-93904-5_77 (springer.com [abgerufen am 26. Mai 2024]).
- Ralph Dreher, Gudrun Kammasch: Engineering education in the 21st Century: The post-2015 development agenda, a challenge for engineering educators. IEEE, 2014, ISBN 978-1-4799-4437-8, S. 432–435, doi:10.1109/ICL.2014.7017811 (ieee.org [abgerufen am 26. Mai 2024]).
- Gudrun Kammasch: Clara Immerwahr – Fritz Haber. Was können wir aus der Geschichte lernen? 2014, doi:10.11588/HEIDOK.00017138 (uni-heidelberg.de [abgerufen am 26. Mai 2024]).
- Mit Hubert Dammer et al.: Das „Didaktische Quintett“. Wie gute Lehre besser gelingt! In: Die Neue Hochschule 2 (2011), S. 64/65.
- Mit Hartwig Lüdtke (Hrsg.): Krise des „Kompetenz“-Begriffs? Wege zu technischer Bildung. Referate der 8. Ingenieurpädagogischen Regionaltagung. Berlin, 2014, ISBN 978-3-00-045948-1.
- Gudrun Kammasch: Die Beziehung zwischen Mann und Frau. In: Perspektiven menschlichen Handelns: Umwelt und Ethik. Springer Berlin Heidelberg, Berlin, Heidelberg 1993, ISBN 978-3-540-56510-9, S. 165–185, doi:10.1007/978-3-642-78108-7_13 (springer.com [abgerufen am 26. Mai 2024]).